# Медовене
Медове́не (болг. Медовене) — село в Разградській області Болгарії. Входить до складу общини Кубрат.

## Населення
За даними перепису населення 2011 року у селі проживали 348 осіб.
Національний склад населення села:
| Національність   | Кількість осіб | Відсоток |
| ---------------- | -------------- | -------- |
| турки            | 199            | 58,2%    |
| болгари          | 96             | 28,1%    |
| цигани           | 13             | 3,8%     |
| інша             | 32             | 9,4%     |
| не визначились   | 2              | 0,6%     |
| Всього відповіли | 342            |          |

Розподіл населення за віком у 2011 році:
Динаміка населення: